# 褐翅蔭眼蝶
褐翅蔭眼蝶（學名：Neope muirheadii），又名永澤黃斑蔭蝶、背黃斑蔭蝶、褐翅鏈眼蝶、蒙鍊蔭眼蝶、蒙鍊眼蝶、八目蝶。

## 描述

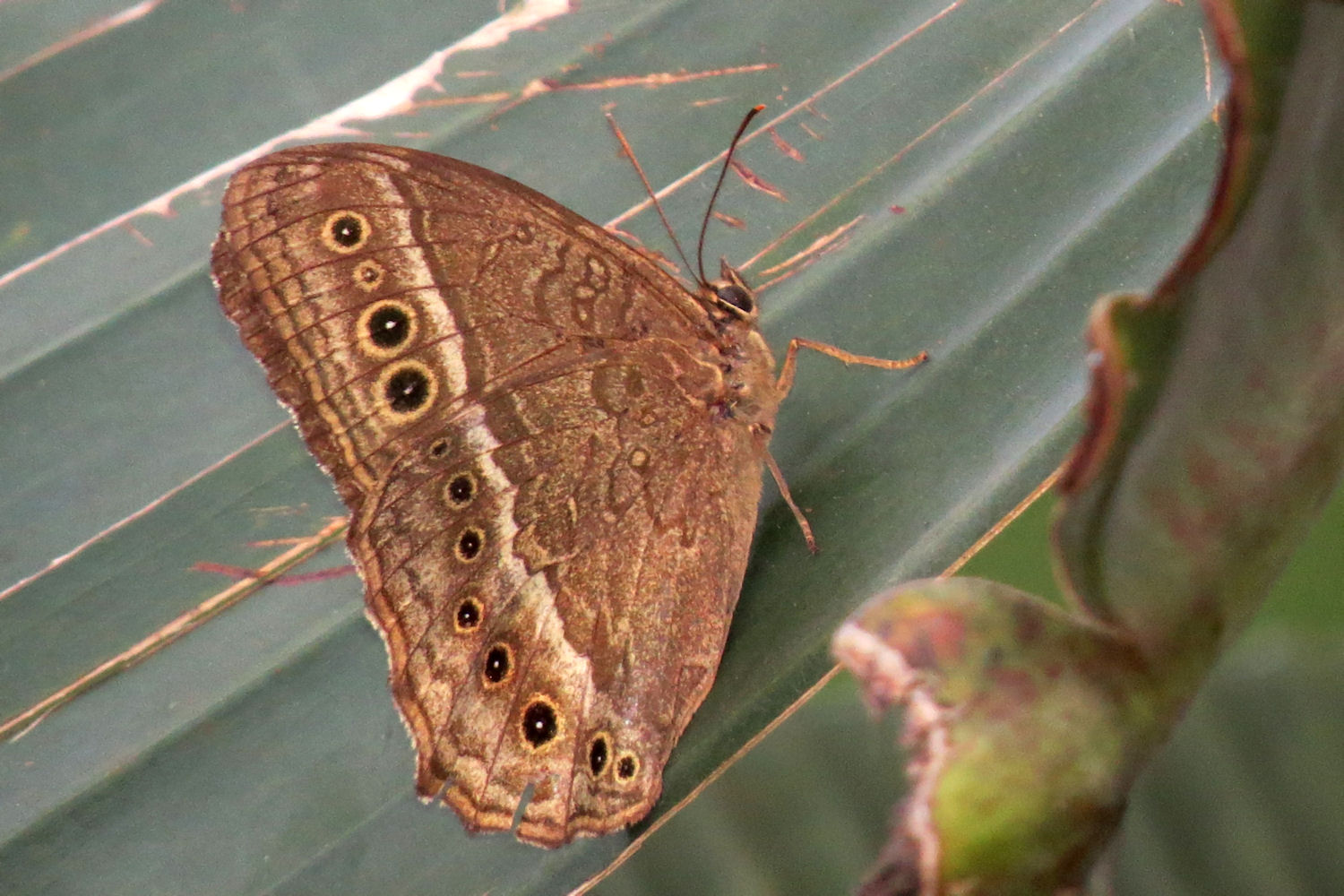
越南

本種為台灣4種蔭眼蝶中最樸素者，翅背面僅有少數黑斑，無明顯花紋；腹面雖具複雜斑紋，但色調暗淡、對比低，易與其他種區分。
卵為半透明白色球形。幼蟲頭部紅褐，體為褐色，背有暗色縱線，側面具橙褐色縱紋，腹部後端有一對短突起。化蛹時為懸蛹型。
成蟲前翅長約33–34 mm，屬中型蝶類。雄蝶雙翅背面為茶褐色，前翅僅有兩個暗褐小點，後翅外緣波狀，具3–4枚水滴形黑斑。翅腹面顏色較淡，前翅外側有四枚眼斑，第二枚較小；後翅則有八枚弧形排列眼斑。眼斑內側有一道黃白縱紋，再往內則為雲紋與圈點構成的複雜紋路。
雌蝶與雄蝶相似，但前翅背面具3–4枚黑斑，腹面黃白縱紋更寬且明顯。

## 分佈
分布於中南半島、華中、華南、海南及臺灣，臺灣族群為特有亞種，常見於全島平地至約2500公尺山區，低海拔地區尤為普遍。

## 棲地
成蝶活動於竹林或森林邊緣，一年多世代。成蝶行動敏捷，喜吸食樹液與腐果。
雌蝶將數十粒卵聚產於寄主葉背，幼蟲群聚取食禾本科竹亞科多種竹類，如綠竹、佛竹、麻竹、桂竹等，會吐絲捲葉築巢。蛹懸於地表落葉或雜物間，羽化後會爬高展翅。